# Muel (Saragossa)
Muel ist ein spanischer Ort und eine Gemeinde (municipio) mit 1.474 Einwohnern (Stand: 2024) im Süden der Provinz Saragossa in der Autonomen Gemeinschaft Aragonien. Die Gemeinde gehört zur bevölkerungsarmen Serranía Celtibérica. Die Gemeinde besteht neben dem Hauptort aus den Ortsteilen La Estación, Gran Torrubia, Virgen de la Fuente, Montesol und Parquemuel.

## Lage und Klima
Muel liegt am Río Huerva ca. 28 km (Fahrtstrecke) südwestlich der Provinzhauptstadt Saragossa in einer Höhe von ca. 425 m. Durch die Gemeinde verläuft die Autovía A-23. Das Klima ist gemäßigt bis warm; Regen (ca. 432 mm/Jahr) fällt übers Jahr verteilt.
Die Gemeinde gehört zum Weinbaugebiet Cariñena.

## Geschichte
Zwei keltiberische Siedlungen, die heute unter Cabezo La Torre I und Cabezo La Torre II bekannt sind, existieren im Gemeindegebiet.
Mit der römischen Besiedlung genoss auch der Ort eine gewisse Bedeutung. Die mittelalterliche Herrschaft der Muslimen dauerte hier lange an.

## Bevölkerungsentwicklung
| Jahr      | 1970 | 1981 | 1991 | 2001 | 2011 | 2021 |
| Einwohner | 1347 | 1330 | 1179 | 1160 | 1434 | 1436 |

## Keramik von Muel
Als Steingut bzw. Keramik von Muel wird Keramikware bezeichnet, die insbesondere zwischen dem 13. und 17. Jahrhundert in Muel und Umgebung durch den besonders starken Einfluss der muslimischen Gemeinschaft entstanden ist. Differenziert wird in den Phasen vor und nach 1610 (dem Jahr der muslimischen Vertreibung). Das Steingut wird als wertvolles Kulturgut gehandelt und ist in zahlreichen spanischen Museen, insbesondere in Aragon, ausgestellt.

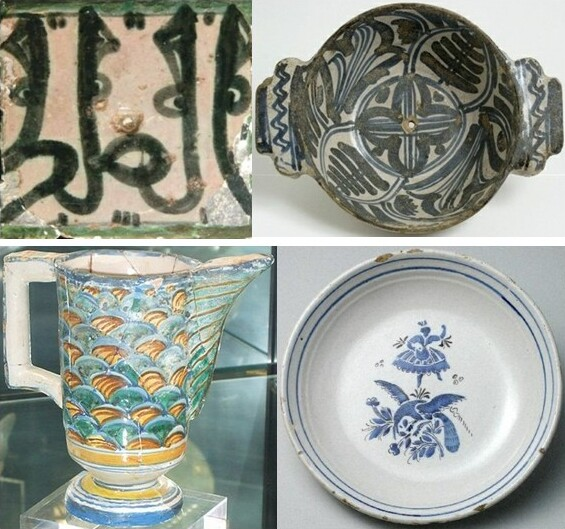
Steingut aus Muel

## Sehenswürdigkeiten
- Christopheruskirche von 1706
- Kapelle La Virgen de la Fuente von 1777
- Rathaus

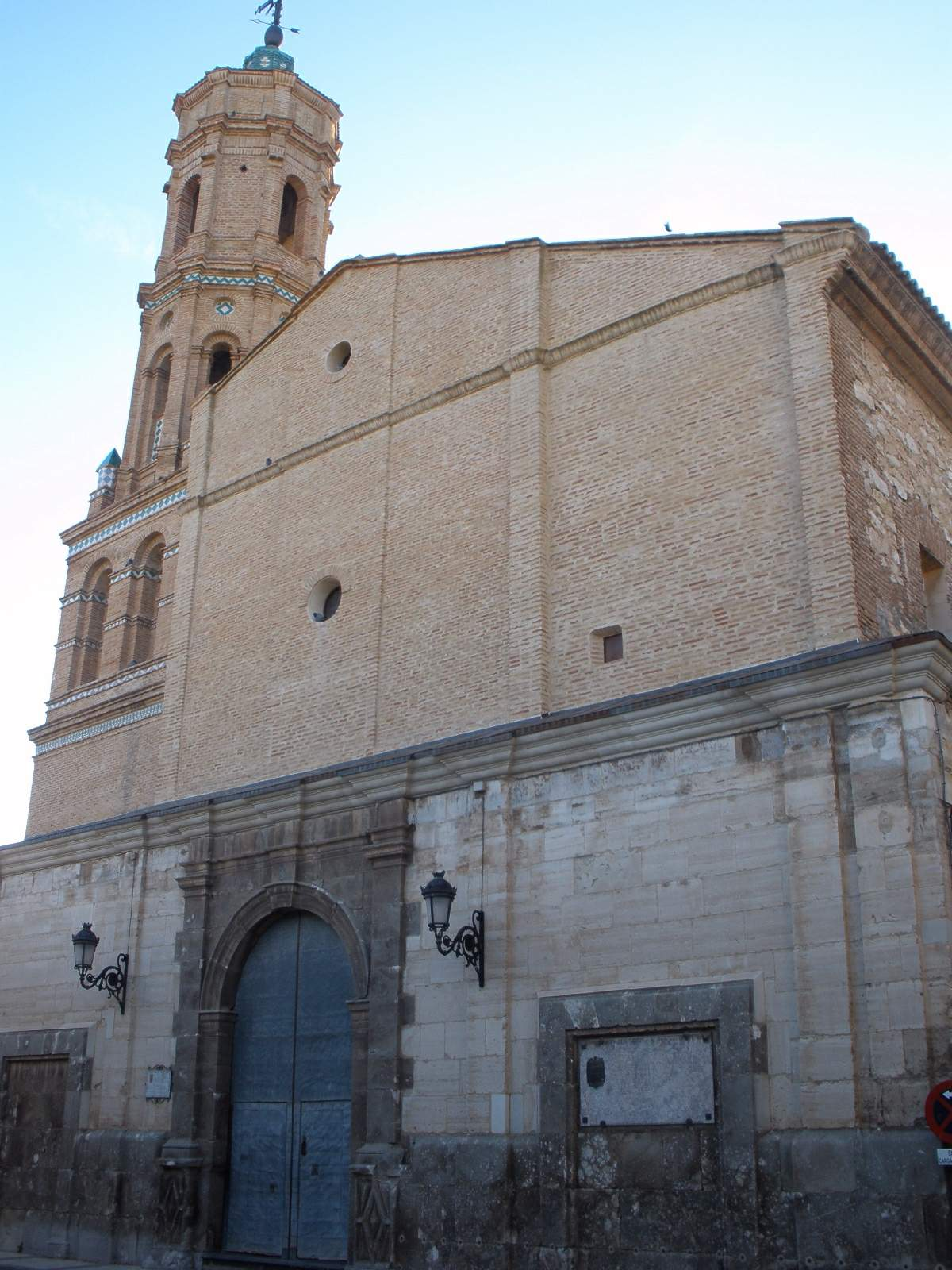
Christopheruskirche
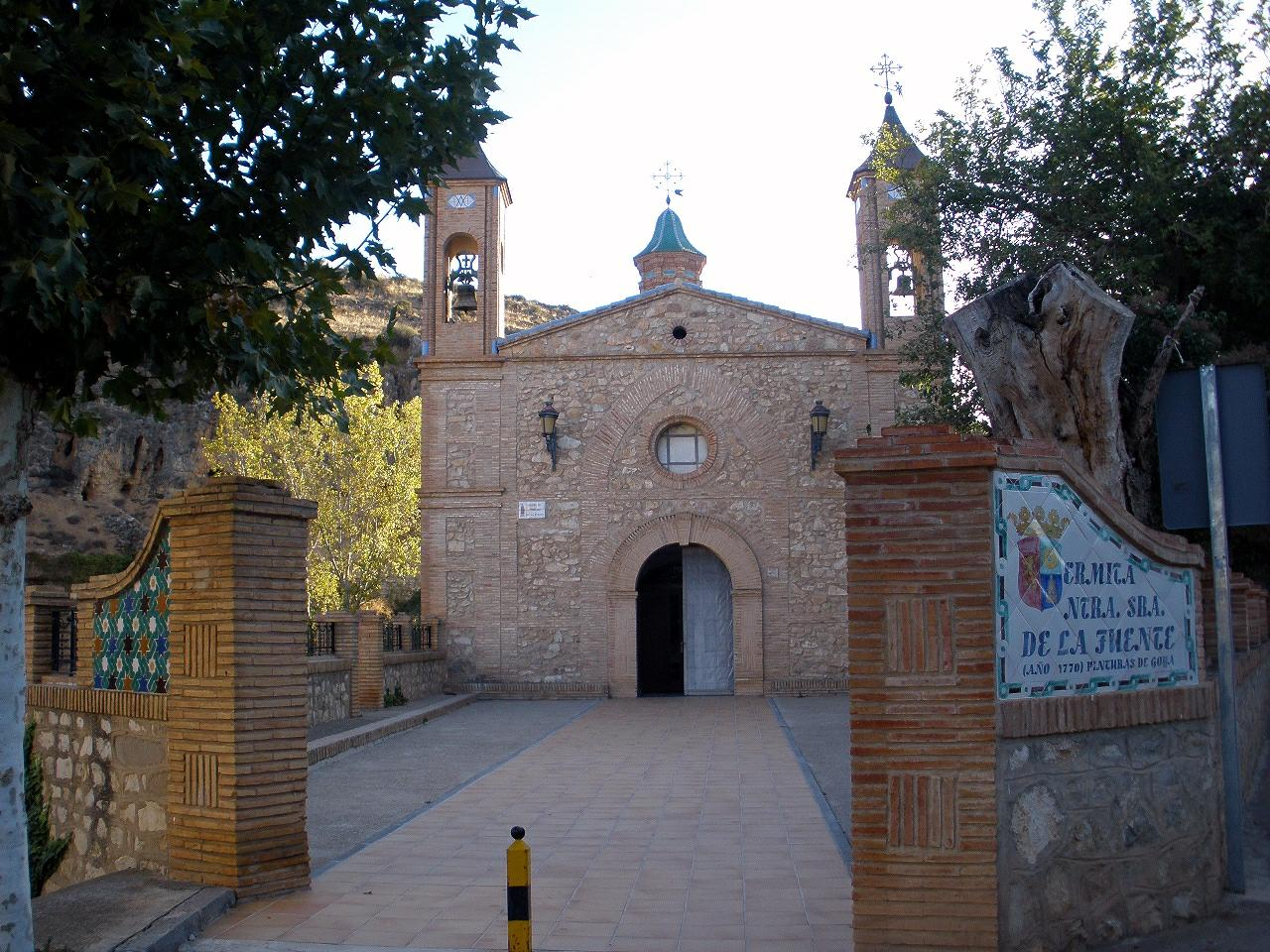
Kapelle La Virgen de la Fuente
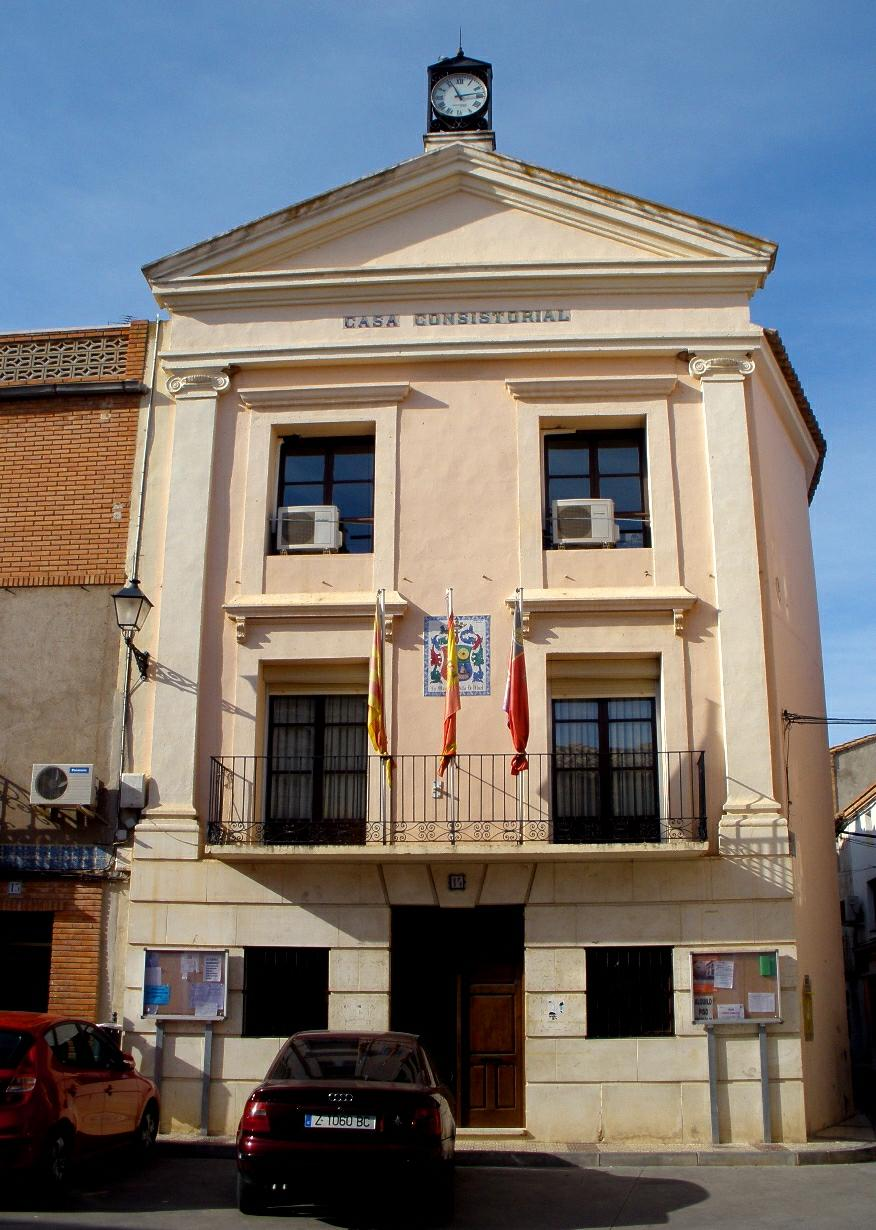
Rathaus

## Gemeindepartnerschaften
Mit der gleichnamigen französischen Gemeinde Muel im Département Ille-et-Vilaine (Bretagne) besteht eine Partnerschaft.